# Dorian Monterroso
Dorian Javier Monterroso Monterroso (6 januari 1993) is een Guatemalteeks baan- en wegwielrenner.

## Carrière
In 2013 won Monterroso het jongerenklassement van de Ruta del Centro, een meerdaagse wedstrijd in Mexico. Twee jaar later werd hij nationaal kampioen tijdrijden bij de beloften. In 2016 won Monterroso de derde etappe in de Ronde van Guatemala. Het puntenklassement schreef hij, met een voorsprong van dertien punten op Julio Padilla, ook op zijn naam. Eerder dat jaar was hij al nationaal kampioen scratch geworden.
Nadat hij samen met zijn ploeggenoten de ploegentijdrit in de ronde van zijn thuisland had gewonnen in 2017, won Monterroso ook de massasprint in de laatste etappe. Zijn volgende overwinning boekte hij in 2022 toen hij eveneens een etappe won in de Ronde van Guatemala, wederom de tiende en laatste etappe.

## Baanwielrennen

### Palmares
| Jaar | GK      | P-AK | WK | Overig              |
| ---- | ------- | ---- | -- | ------------------- |
| 2014 |         |      |    | Havana: Puntenkoers |
| 2015 |         |      |    |                     |
| 2016 | Scratch |      |    |                     |

## Wegwielrennen

### Overwinningen
2013
Jongerenklassement Ruta del Centro
2015
 Guatemalteeks kampioen tijdrijden, Beloften
2016
3e etappe Ronde van Guatemala
Puntenklassement Ronde van Guatemala
2017
3e etappe deel B (ploegentijdrit) en 10e etappe Ronde van Guatemala
2022
10e etappe Ronde van Guatemala